# ستيفان تريندافيلوف
ستيفان تريندافيلوف (بالبلغارية: Стефан Трендафилов)‏ (مواليد 4 مارس 1971) هو ملاكم بلغاري، مثّل بلاده في الألعاب الأولمبية الصيفية 1992.

## روابط خارجية
ستيفان تريندافيلوف على موقع أوليمبيديا (الإنجليزية)